# Steindachnerina dobula
Steindachnerina dobula es una especie de peces de la familia Curimatidae en el orden de los Characiformes.

## Morfología
Los machos pueden llegar alcanzar los 16,3 cm de longitud total.
- Número de  vértebras: 33-35.[1]

## Hábitat
Vive en zonas de clima tropical entre 20 °C - 28 °C de temperatura.

## Distribución geográfica
Se encuentran en Sudamérica:  cuenca del río Amazonas.